# 오졸재 박한주 여표비 및 비각
오졸재 박한주 여표비 및비각(迂拙齋 朴漢柱 閭表碑 및 碑閣)은 대한민국 경상북도 청도군 풍각면 차산리에 있는 비석과 비각이다. 1995년 1월 14일 경상북도의 기념물 제104호로 지정되었다.

## 개요
조선 전기의 문신인 박한주 선생을 추모하기 위해 세운 비이다.
오졸재 박한주(1459∼1504) 선생은 김종직의 문인으로, 성종 16년(1485) 별시문과에 급제하여 사간원정언, 성균관전적 등의 벼슬에 종사하였다. 연산군의 어지러운 정치를 강직한 언행으로 아뢰다가 왕과 훈구파에게 미움을 받아 무오사화 때 유배되었으며, 연산군 10년(1504) 갑자사화에 관련되어 처형당하였다. 중종 반정 후 명예가 회복되어 도승지 겸 예문관직제학에 추증되었다.
비는 네모난 받침돌 위에 거대한 비몸돌을 세우고 머릿돌을 올린 모습이다. 인조 7년(1692)에 세웠으며, 비문은 김응조가 짓고, 이관징이 글씨를 썼다. 비각은 앞면 3칸·옆면 2칸 규모로, 옆에서 보아 여덟 팔(八)자의 선을 그리는 팔작지붕을 올렸다.

## 참고 자료
- 오졸재박한주여표비및비각 - 국가유산청 국가유산포털